# Poinciana, Florida
Poinciana är en ort (CDP) i Osceola County, och  Polk County, i delstaten Florida, USA. Enligt United States Census Bureau har orten en folkmängd på 53 193 invånare (2010) och en landarea på 186 km².